# Chapelle Saint-Michel de Guérande
La chapelle Saint-Michel est un lieu de culte catholique désacralisé de la commune de Guérande, dans le département français de la Loire-Atlantique.

## Localisation
La chapelle est située dans le faubourg Saint-Michel, à proximité du couvent des Ursulines de Guérande.

## Présentation
La chapelle est à l'origine une petite église paroissiale entourée de son cimetière au cœur du faubourg est de la ville. Au XVIe siècle, le culte protestant y est un temps célébré et au XVIIe siècle, la paroisse est supprimée pour intégrer celle de Saint-Aubin de Guérande. Certains éléments architecturaux (petites baies) semblent dater du XIIIe siècle, alors que le chevet, la charpente, les bénitiers gothiques sont à rapporter à la fin du XVe siècle. Une dernière phase de travaux, à la fin du XVIIIe siècle, donne à la façade ouest son ordonnancement classique. En 1980, la chapelle est désaffectée pour devenir une salle d'exposition municipale.

## Utilisation actuelle
Désacralisée, la chapelle est actuellement (XXIe siècle) un lieu d’exposition.